# Riñón en herradura
El riñón de herradura es una enfermedad congénita, que afecta a cerca de 1 de 600 personas, en la que los dos riñones de una persona están fusionados y tienen una forma de herradura. Este es el tipo más común de anomalía de fusión en los riñones.
La porción central del riñón resulta inferior a la arteria mesentérica inferior, puesto que su ascenso embriológico es detenido por su presencia.
No presenta síntomas específicos pero puede estar relacionado con litiasis, hidronefrosis e infecciones, todas derivadas de la mala evacuación calicial de este tipo de anomalía.
También se ha visto una incidencia aumentada de carcinoma renal en estos pacientes.